# Occhi di cristallo
Occhi di cristallo (Brasil: Olhos Mortais ) é um filme de suspense produzido na Itália e lançado em 2004.